# Diadema (geslacht)
Diadema is een geslacht van zee-egels uit de familie Diadematidae. De meeste soorten uit dit geslacht zijn bekend onder de benaming van diadeemzee-egel.

## Kenmerken
De soorten uit het geslacht Diadema zijn zogenaamde regelmatige zee-egels. De door stekels beschermde schaal is bolvormig en heeft een vijftallige symmetrie. De schaal bestaat uit stevige aaneengesloten platen (corona), waarop zich de stekels bevinden. De corona omvat vijf ambulacrale velden (smalle strookjes) en vijf interambulacrale velden (brede stroken), die het gedeelte rond de mond (peristoom) aan de onderzijde (orale of adorale zijde) verbindt met het gedeelte rond de anus (periproct) aan de bovenzijde (aborale zijde). De mondopening bevindt zich in het midden van de onderzijde; de anus in het midden van de bovenzijde.
Deze dieren hebben lange, dunne, breekbare stekels. De diameter is zo'n 30 cm.

## Leefwijze
De stekels zijn bekleed met een giftig klierweefsel, dat ernstige huiduitslag bij mensen kan veroorzaken. De stekels zijn een veilig toevluchtsoord voor kleine vissen en garnalen en beschermen hen ook tegen roofvijanden.

## Verspreiding en leefgebied
Dit geslacht komt voor in warme zeeën.

## Soorten

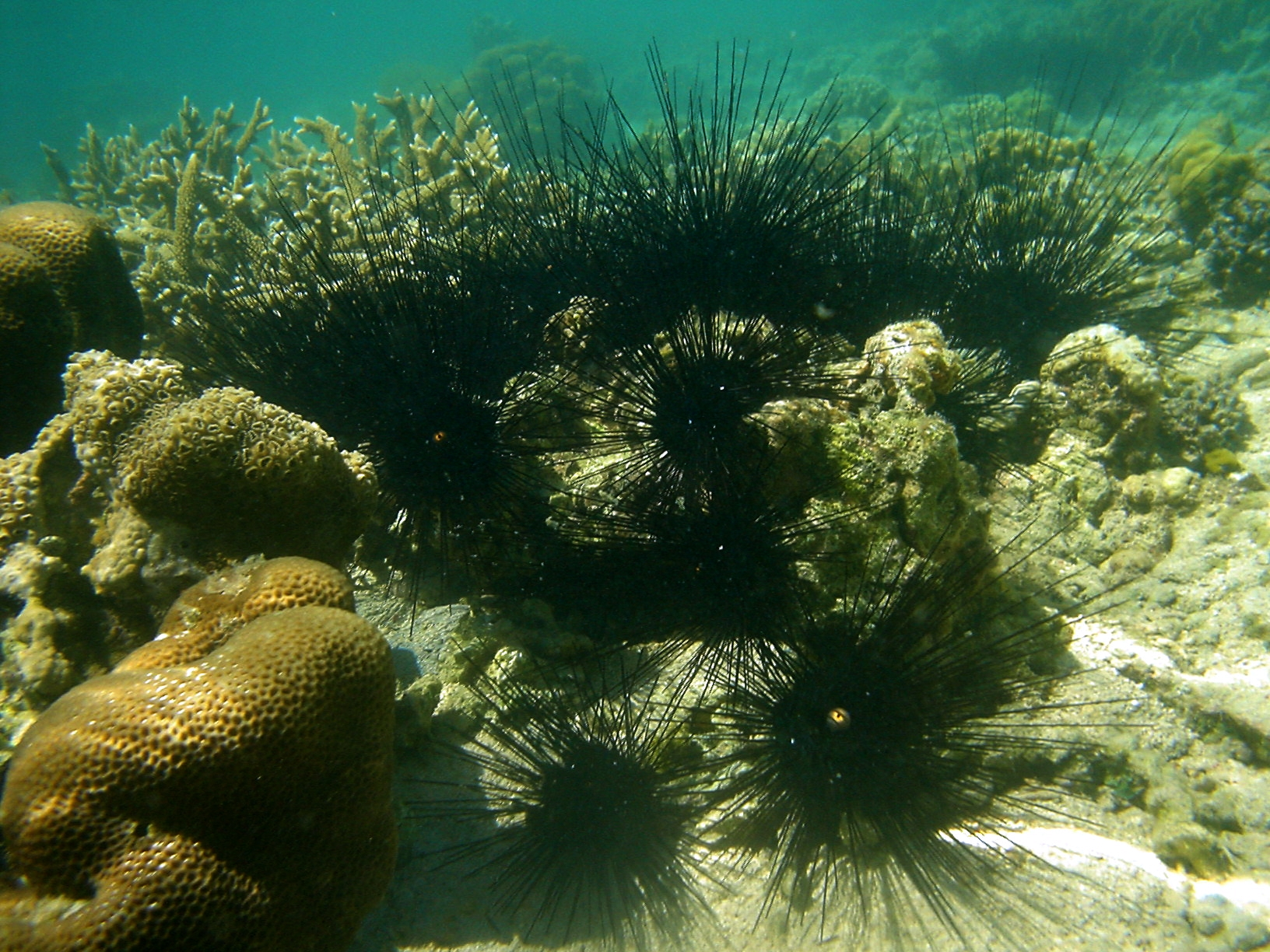
Diadeemzee-egels (Diadema setosum) op een koraalrif in Madagaskar

- Diadema africanum Rodríguez, Hernández, Clemente & Coppard, 2013
- Diadema antillarum Philippi, 1845
- Diadema ascensionis Mortensen, 1909
- Diadema mexicanum A. Agassiz, 1863
- Diadema palmeri Baker, 1967
- Diadema paucispinum A. Agassiz, 1863
- Diadema principeana Weisbord, 1934 †
- Diadema savignyi (Audouin, 1829)
- Diadema setosum (Leske, 1778)
- Diadema vetus Lambert, 1931 †

## Afbeeldingen

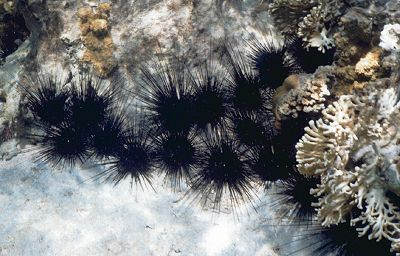
Diadema antillarum.
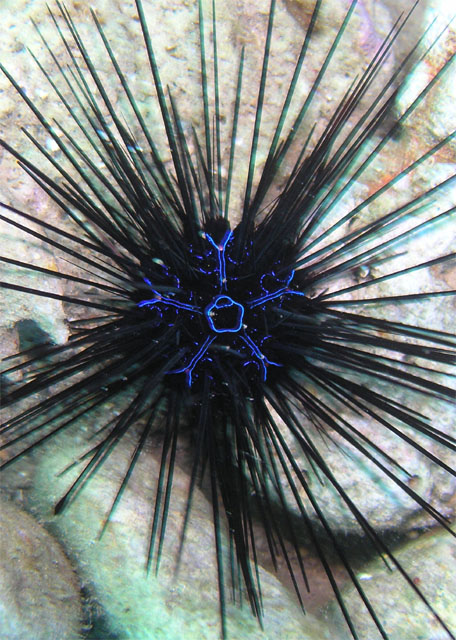
Diadema savignyi.
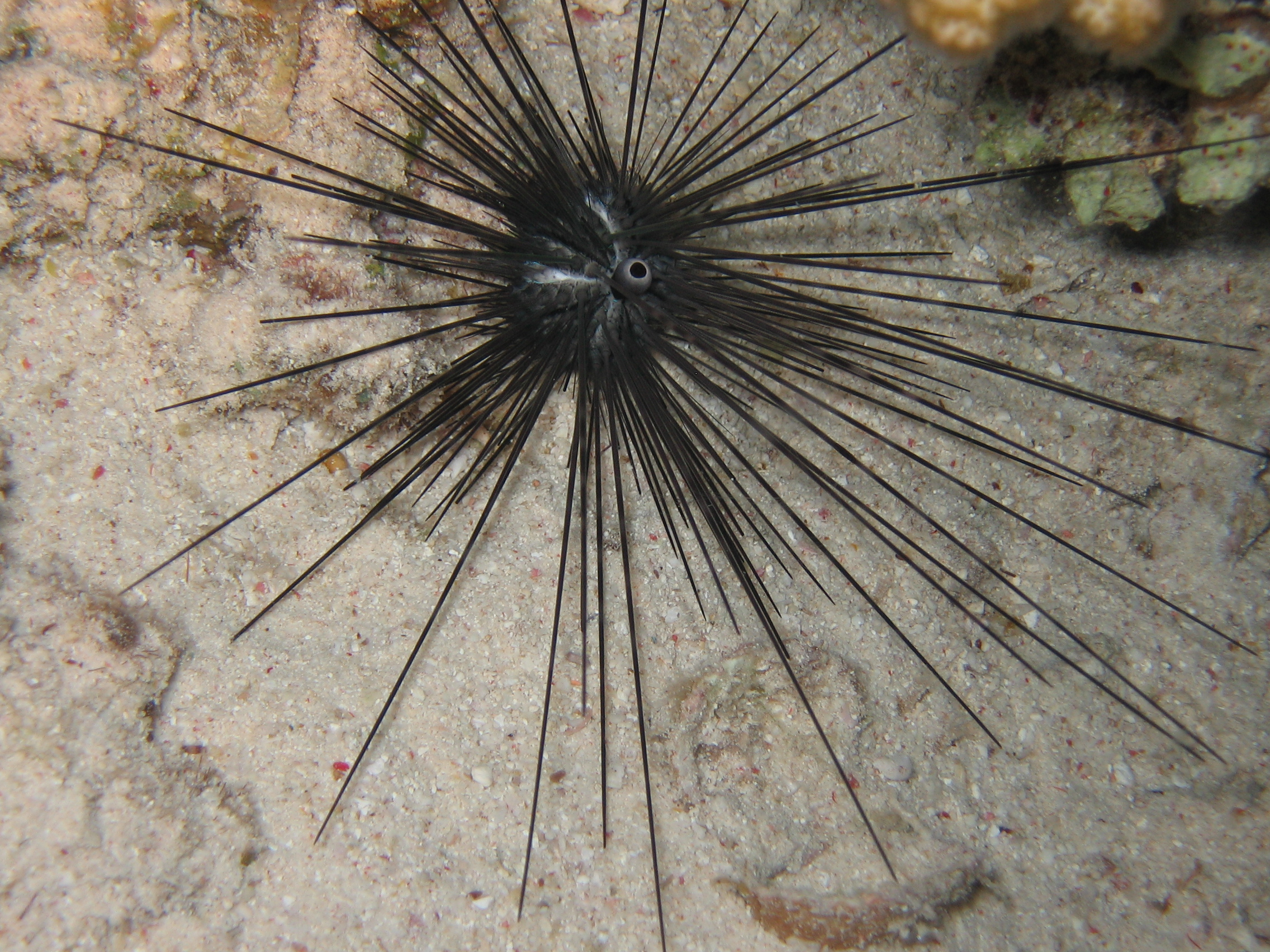
Diadema paucispinum.
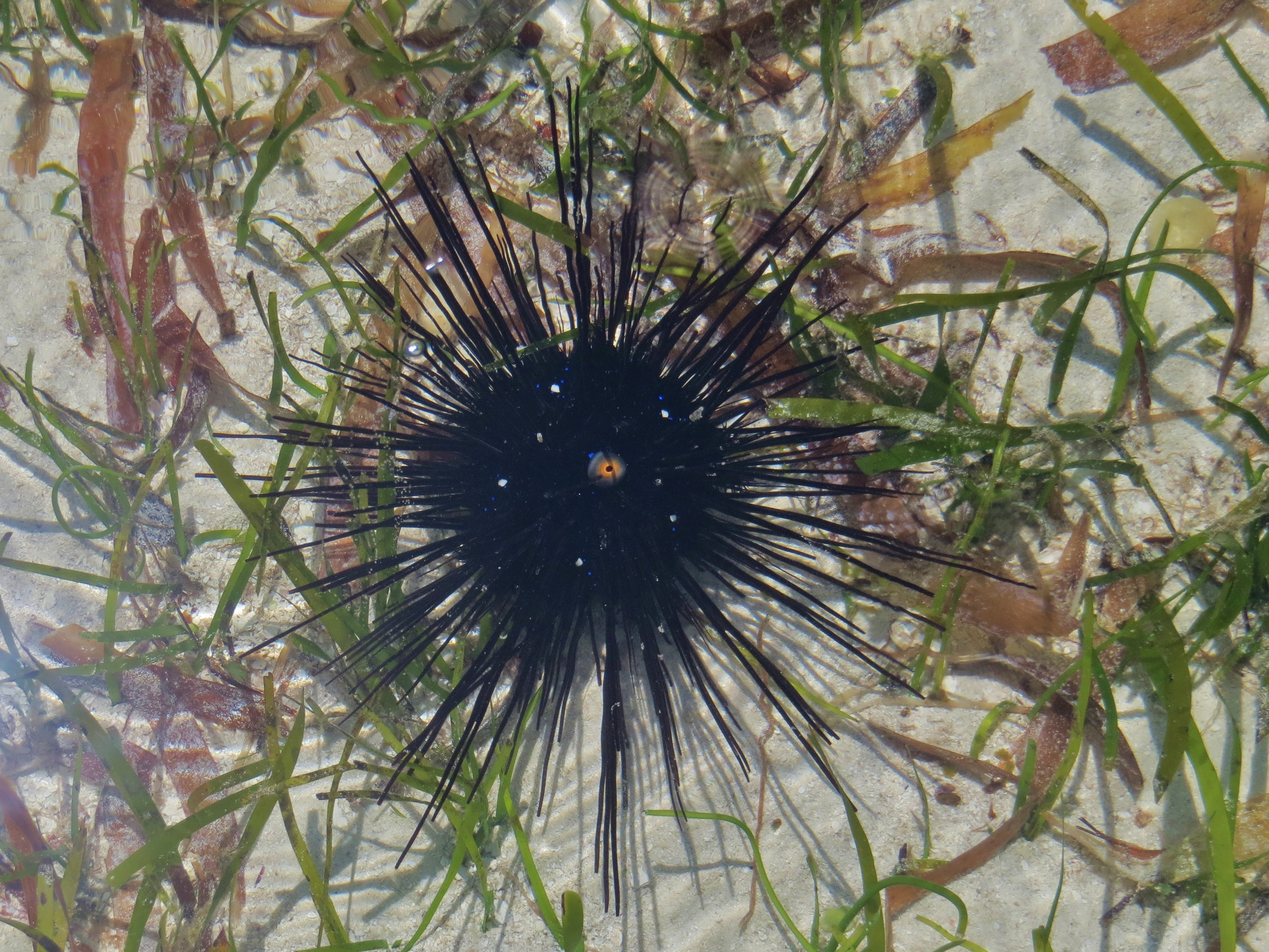
Diadema setosum.